# رولز-رویس موتور کارز

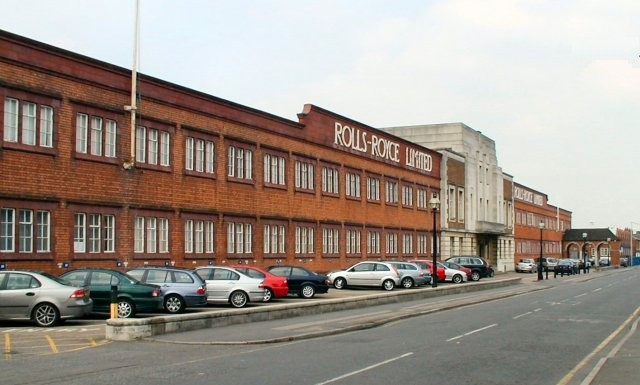
کارخانه رولز رویس، در دربی‌شر

رولز-رویس موتور کارز (به انگلیسی: Rolls-Royce Motor Cars) شرکت خودروسازی بریتانیایی است، که در زمینه مهندسی، طراحی، تولید و پخش خودروهای لوکس فعالیت می‌نماید. این شرکت در سال ۱۹۰۶ توسط چارلز رولز و هنری رویس، تحت نام رولز-رویس لیمیتد تأسیس شد.
شرکت رولز-رویس از سال ۱۹۱۴ بخش طراحی و تولید موتورهای هواگرد را نیز به خط تولید کارخانجات خود اضافه کرد. در سال ۱۹۷۱ برای جلوگیری از ورشکستگی شرکت رولز-رویس، دارایی‌های این شرکت از سوی دولت بریتانیا، ملی اعلام شد، سپس در سال ۱۹۷۳ شرکت رولز-رویس به دو شرکت تفکیک شد و بخش خودروسازی رولز-رویس موتورز نام گرفت که اکنون شرکت تابعه ب‌ام‌و است و بخش صنایع انرژی و هوافضای آن نیز تحت عنوان رولز-رویس هلدینگز ثبت گردید.

## تاریخچه
ریشه‌های تأسیس رولز رویس به پایان سال ۱۹۰۳ و آغاز ۱۹۰۴ بازمی‌گردد، که این شرکت، نخستین کارخانه تولید خودروی خود را، با مشارکت هنری رویس و چارلز رولز در شهر منچستر راه‌اندازی نمود. این شرکت در آغاز فعالیتش با نام رولز-رویس لیمیتد ثبت گردید.
فردریک هنری رویس پسر یک کشاورز بود، که در کارش ورشکست شده بود. وی که کوچک‌ترین فرزند خانواده بود، پس از ورشکستگی شرکت اجاره‌ای پدر و مرگ وی، تأمین بخشی از هزینه چهار خواهر و برادر دیگر خود را به عهده گرفت. سپس در راه‌آهن شمال بریتانیا، شروع بکار کرد.
وی در اوقات فراغتش به مطالعه دروس مهندسی برق می‌پرداخت و این مطالعه و گرایش به سوی مسایل فنی سبب گردید تا با یک شرکت مهندسی برق رابطه برقرار کند. سه سال پس از گذراندن مدت کوتاهی در یک شرکت قطعه‌سازی به لندن بازگشت و در شرکت نور و قدرت الکتریکی استخدام شد. وظیفه وی در این شرکت تأمین روشنایی و نور خیابان‌های لیورپول بود. پیش از تأسیس شرکت مهندسی برق و الکتریکی خود، در منچستر با سرمایه اندکی که پس‌انداز کرده بود - حدود۷۰ پوند - شرکتی برای تأمین برق در کارگاه‌ها به نام لل‌ایچ رویس را پایه‌گذاری و تأسیس کرد. در این شرکت بود که دینام و جرثقیل‌های الکتریکی را ساخت و با سرمایه به دست آمده توانست کارخانه خود در منچستر را تأسیس کند و توجه خود را معطوف ساخت موتور خودرو نماید.
نخستین خودرو رویس، یک چهارچرخه فرانسوی ناقص بود، که جانشین یک مدل فرانسوی دیگر شد. در طی سال‌های ۱۹۰۱ تا ۱۹۰۳ میلادی، موتورهای مدل دو سیلندر دکاویل و دودیون را ساخت. این خودرو یک مدل دو سیلندر ناصاف بود، که در طرح آن رویس تغییرات قابل توجهی به وجود آورد و پس از آن نخستین خودروی خود به نام رویس با موتور دو سیلندر و ۱۰ اسب بخار را در سال ۱۹۰۴ ساخت.
رویس، خودرو دو سیلندری ساخت که هر چند موفقیت تجاری ویژه‌ای را نصیبش ننمود اما بهتر از مدل‌های مشابه فرانسوی‌اش بود. هنری با معرفی یکی از مدیران نمایشگاه دارش، با چارلز رولز آشنا شد. «چالز استوارت رولز» پسر بارون لانگتوک بود، که از فروش کالسکه‌های بدون اسب، موفقیت و پیشرفت قابل توجهی کسب کرده بود. چارلز رولز از دوران کودکی به تعمیر موتورهای ماشین علاقه بسیاری داشت. وی در سال ۱۹۰۲ کار خود در زمینه خودرو را با صادرات و واردات خودروهای فرانسوی، آغاز کرد. چارلز نخستین خودروی خود را در سن ۱۸ سالگی، پیش از ورود به دانشگاه کمبریج ساخت.
در پی تکمیل فرایند طراحی و ساخت خودرو، وی اقدام به فروش انواع خودرو نمود. پس از اینکه هنری رویس خودرو استثنایی خود را تولید کرد، رولز در هتل میدلند منچستر ترتیب ملاقاتی را با وی داد. نتیجه این مذاکره امضای قراردادی میان این دو خودروساز انگلیسی بود، که به خودرو رویس توسط سرمایه رولز رونق بخشید.
رویس پنج نوع خودروی متفاوت را تولید کرد، یک خودرو با قدرت ۱۰ اسب بخار، مدل دوم با قدرت ۱۵–۲۰ (با موتور و شاسی مشابه) و یک مدل شش سیلندر با ۳۰ اسب بخار قدرت و خودرویی با همین قدرت و چهار سیلندر. خودروهای فوق در ماه دسامبر ۱۹۰۴ میلادی در نمایشگاه خودروی پاریس به نمایش درآمدند. مشارکت چارلز رولز و هنری رویس در سال ۱۹۰۶ به تأسیس شرکت خودروسازی رولز-رویس انجامید. در این شرکت، رویس امور تفکیکی را بر عهده داشت و رولز مدیریت امور بانکی و تجاری را در دست داشت، همچنین سرمایه لازم برای ساخت خودرو چهار سیلندر بعدی را فراهم نمود.
نخستین خودرویی که با نام «رولزرویس» به فروش رسید، رولزرویس سیلور کاست نام داشت، با یک موتور شش سیلندر خطی که در سال ۱۹۰۶ تولید و در کمتر از یک سال، به عنوان بهترین خودرو سال جهان، برگزیده شد.
همکاری رولز و رویس با هم بیش از ۶ سال طول نکشید، زیرا چارلز در سن ۳۲ سالگی در ۱۲ ژوئیه ۱۹۱۰ میلادی در سانحه هوایی درگذشت. وی نخستین بریتانیایی بود که بر اثر سقوط هواپیما، جانش را از دست می‌داد. پس از مرگ وی، هنری رویس به تنهایی هدایت کارخانه را بر عهده گرفت.

### رولز-رویس لیمیتد
رولز-رویس لیمیتد به وسیلهٔ چارلز استوارت رولز و سر فردریک هنری رویس بنیان گذاشته شد. از سال ۱۹۱۴ نیز، بخش طراحی و تولید موتورهای هواگرد به این مجموعه اضافه گردید. طی جنگ جهانی اول، هنری رویس برای ارتش انگلستان موتورهای هواپیما تولید می‌کرد. پس از پایان جنگ، تولید موتور و شاسی خودرو را دوباره آغاز کرد. وی به خاطر خدمات شایانی که در زمینه ساخت موتور هواپیما و خودرو انجام داده بود، در سال ۱۹۳۰ لقب شوالیه را آن خود کرد. امروزه رولزرویس یکی از پیشرفته‌ترین کارخانه‌ها در زمینه ساخت موتور هواپیما است تا جایی که موتور هواپیمای کنکورد توسط این کارخانه ساخته شدند.
پس از توسعه کارخانجات این شرکت، در نخستین سال‌های پس از جنگ، رولز-رویس شرکت بنتلی را خریداری کرد. هنری رویس در سن ۷۰ سالگی در حالی که مشغول کشیدن طرح‌های جدیدی برای افزایش سرعت خودروهایش بود، درگذشت.
در سال ۱۹۷۱ رولز-رویس زیر بار هزینه‌های ساخت موتور جت آربی۲۱۱ فلج شده بود، که این امر سبب ملی شدن این شرکت، تحت نام رولز-رویس لیمیتد (۱۹۷۱) گردید. در سال ۱۹۷۳ بخش تولید خودرو این شرکت، از شرکت مادر تفکیک شد و رولز-رویس موتورز نام گرفت. استقلال این شرکت تنها هفت سال دوام آورد و در سال ۱۹۸۰ در پی بروز مشکلات مدیریتی، اداره امور بخش خودروسازی آن، به شرکت ویکرز واگذار شد.
رولز رویس لیمیتد (۱۹۷۱) (یا بخش تولید موتورهای هواگرد) نیز به‌عنوان یک شرکت ملی به کار خود ادامه داد، تا این که در سال ۱۹۸۷ در جریان خصوصی‌سازی‌های زمان مارگارت تاچر، رولز-رویس لیمیتد نیز خصوصی اعلام شد و رولز-رویس پی‌ال‌سی نام گرفت.

### مدیریت ویکرز
رولز-رویس موتورز در ۱۹۸۰ به شرکت ویکرز پیوست شد. ویکرز پی‌ال‌سی یک شرکت دولتی بریتانیایی بود، که در زمینه ساخت تانک و جنگ‌افزار فعالیت می‌کرد، همچنین این شرکت در زمینه تولید خودرو و قطعات خودرو نیز فعال بود. ویکرز تا زمان خصوصی‌شدن رولز-رویس وظیفه مدیریت آن را برعهده داشت.

### مدیریت گروه فولکس‌واگن
در سال ۱۹۹۸ صاحبان شرکت رولز رویس موتورز تصمیم به فروش این شرکت گرفتند. شرکت ب‌ام‌و جدی‌ترین خریدار رولز رویس بود، چرا که در گذشته موتور و برخی دیگر از قطعات رولز رویس و بنتلی را، این شرکت آلمانی تهیه می‌نمود.
واپسین پیشنهاد ب ام و؛ ۳۴۰ میلیون پوند استرلینگ بود، اما این مبلغ با پیشنهاد ۴۳۰ میلیون پوندی گروه فولکس‌واگن شکسته شد، اما به علت این که مدیران رولز رویس اصرار بر فروش شرکت به ب‌ام‌و را داشتند، بنابر توافقی قرار بر این شد، که از سال ۱۹۹۸ تا ۲۰۰۲ ب ام و کماکان، موتور و تجهیزات خودروهای رولز رویس را تأمین کند و اجازه داشته باشد، از نام‌های تجاری آن‌ها استفاده نماید.

### مدیریت ب‌ام‌و
توافق انجام‌شده میان مدیران رولز-رویس و گروه فولکس‌واگن، تنها تا پایان سال ۲۰۰۲ اعتبار داشت، بنابراین از تاریخ ۱ ژانویه ۲۰۰۳ متوقف شد و از این تاریخ به بعد، تنها شرکت ب ام و حق استفاده از نام تجاری رولز رویس را داشت، همچنین گروه فولکس‌واگن نیز بنابر قرارداد امضا شده در ۱۹۹۸ می‌باید نام خودروهای تولید بنتلی را از رولزرویس-بنتلی به بنتلی تغییر دهد. اکنون نام تجاری رولز-رویس تنها متعلق به شرکت خودروسازی ب‌ام‌و می‌باشد.

## مدل‌های تولیدی
از زمانی‌که شرکت ب‌ام‌و، کنترل رولز رویس را بدست گرفته، تاکنون ۴ مدل خودرو توسط این شرکت طراحی و به صنعت خودروسازی عرضه شده‌است.
- رولز-رویس فانتوم (۲۰۰۳)
- رولزرویس فانتوم کروکی کوپه
- رولزرویس فانتوم کوپه
- رولزرویس ریس
- رولزرویس گوست
- رولزرویس کالینان
- رولز-رویس اسپکتر[۳]

### فانتوم
رولز-رویس فانتوم، خودرویی است که از سال ۲۰۰۳ تاکنون تولید شده‌است. طراحی آن خودروهای موتور جلو-محور عقب بوده و سیستم جعبه‌دندهٔ آن ۶ دنده به صورت خودکار است. فانتوم نخستین مدل رولز رویس است، که ب ام و به‌طور مستقل تولید نمود. این مدل مجهز به موتوری ۱۲ سیلندر، با حجم ۶٫۷ لیتر است. قیمت این مدل از حدود ۲۵۰٬۰۰۰ پوند به بالا می‌باشد.

### فانتوم کروکی کوپه
رولزرویس فانتوم کروکی کوپه، از نوع خودروهای موتور جلو-محور عقب است، که در سال ۲۰۰۷ تولید شده‌است. طراحی آن بر پایه رولز-رویس فانتوم (۲۰۰۳) بوده و از خودروهای مفهومی این شرکت به‌شمار می‌آید. فانتوم کروکی کوپه با قیمت پایه ۴۴۳٫۰۰۰ دلار، یکی از گران‌قیمت‌ترین خودروهای رولزرویس می‌باشد.

### فانتوم کوپه
رولزرویس فانتوم کوپه، خودرویی لوکس است که از سال ۲۰۰۸ تاکنون توسط رولز-رویس موتور کارز در بریتانیا تولید می‌شود. این خودرو در کلاس خودروی لوکس قرار گرفته و طراحی آن خودروهای موتور جلو-محور عقب بوده‌است. سیستم جعبه‌دندهٔ آن ۶ دنده به صورت خودکار می‌باشد.

### گوست
رولزرویس گوست، خودرویی است که از سال ۲۰۱۰ تاکنون تولید شده‌است. طراحی آن خودروهای موتور جلو-محور عقب بوده طول آن در حالت طبیعی ۵٬۳۹۹ میلی‌متر و عرض آن ۱٬۹۴۸ میلی‌متر و ارتفاع آن در حالت طبیعی ۱٬۵۵۰ میلی‌متر می‌باشد. سیستم جعبه‌دندهٔ آن ۸ دنده به صورت خودکار است.

## فروش
شرکت خودروسازی رولز رویس در سال مالی ۲۰۱۲ با فروش ۳٫۵۷۵ دستگاه خودرو، بالاترین میزان فروش خود را تجربه کرده‌است.
| سال مالی | مجموع فروش |
| -------- | ---------- |
| ۱۹۷۸     | ۳٬۳۵۷      |
| ۲۰۰۵     | ۷۹۶        |
| ۲۰۰۶     | ۸۰۵        |
| ۲۰۰۷     | ۱٬۰۱۰      |
| ۲۰۰۸     | ۱٬۲۱۲      |
| ۲۰۰۹     | ۱٬۰۰۲      |
| ۲۰۱۰     | ۲٬۷۱۱      |
| ۲۰۱۱     | ۳٬۵۳۸      |
| ۲۰۱۲     | ۳٬۵۷۵      |